# Мактернан, Сара
Са́ра Макте́рнан (род. 11 марта 1994, Скарифф) — ирландский автор-исполнитель из города Ратгар, графство Клэр. Она стала известна, заняв третье место в четвёртом сезоне Голоса Ирландии в апреле 2015 года. Представительница Ирландии на конкурсе песни Евровидение 2019 с песней «22».

## Ранняя и личная жизнь
Сара — единственный ребёнок. После окончания в 2011 году, она прошла курс подготовки медсестер в Эннисе, графство Клэр. Затем она продолжила изучать музыкальные технологии в Технологическом институте Лимерика в течение нескольких месяцев. Она всегда говорила, что моя карьера будет помогать людям или музыку. Сара сделала перерыв в образовании и продолжила работать в качестве розничного работника в Пеннисе (Примарк). В сентябре 2014 года Сара поступила в университет Лимерика для изучения голоса и танца, но была вынуждена отложить до сентября 2015 года. Она играет на гитаре, пианино и жестяной свисток.

## Музыкальная карьера
В ноябре 2014 года, после прохождения слепых прослушиваний на The Voice of Ireland без каких-либо концертов, Сара создала группу, чтобы получить опыт выступления. Группа из четырёх человек состояла из гитариста Дуэйна Манна, барабанщика Джона Морони, басиста Деклана Ларкина и Сары на вокале.
Мактернан участвовала в шоу Голос Ирландии в 2015 году. На своем слепом прослушивании она спела «Who You Are». Все четыре судьи повернулись. Затем она решила пойти в команду Рэйчел Стивенса. Видео прослушивания Сары остается самым просматриваемым видео серии с 90,100 просмотрами. В «Битвах» она соревновалась с Тарой Гэннон Карр. Они исполнили «Changing» от Sigma с участием Paloma Faith. Стивенс решил отправить Сару в нокауты. Сара пела «Призрак» Эллы Хендерсон и выступала против Пола Тейлора и Киана О`Мейлы. Стивенс решил отправить Сару в следующий этап. В первом концерте Сара спела" What I Did For Love " Дэвида Гетты с участием Эмели Санде. Сара пришла третьей, проиграв Эмме Хамбер на втором месте и Патрику Джеймсу на первом.
В 2018 году Мактернан представил песню «Eye of the Storm» в рамках онлайн-голосования для представления Сан-Марино на конкурсе песни «Евровидение». В то время Мактернан сказал: "Очевидно, вы хотите представлять свою страну, но это огромная возможность, было бы удивительно быть частью Евровидения.
8 марта 2019 года RTE объявил Сару представителем Ирландии на конкурсе песни «Евровидение-2019» в Тель-Авиве, Израиль. Она исполнила песню «22» во втором полуфинале, но не смогла пройти в финал, набрав лишь 16 баллов.

## Дискография
«Eye of the Storm» — 2016
«22» — 2019